# Fliseryd
Fliseryd är en tätort i Mönsterås kommun i Kalmar län, kyrkby i Fliseryds socken.

## Befolkningsutveckling
| Befolkningsutvecklingen i Fliseryd 1960–2020 | Befolkningsutvecklingen i Fliseryd 1960–2020 | Befolkningsutvecklingen i Fliseryd 1960–2020 | Befolkningsutvecklingen i Fliseryd 1960–2020 | Befolkningsutvecklingen i Fliseryd 1960–2020 |
| -------------------------------------------- | -------------------------------------------- | -------------------------------------------- | -------------------------------------------- | -------------------------------------------- |
|                                              |                                              |                                              |                                              |                                              |
| År                                           |                                              |                                              | Folkmängd                                    | Areal (ha)                                   |
| 1960                                         | 1960                                         |                                              | 676                                          |                                              |
| 1965                                         | 1965                                         |                                              | 681                                          |                                              |
| 1970                                         | 1970                                         |                                              | 703                                          |                                              |
| 1975                                         | 1975                                         |                                              | 767                                          |                                              |
| 1980                                         | 1980                                         |                                              | 778                                          |                                              |
| 1990                                         | 1990                                         |                                              | 800                                          | 134                                          |
| 1995                                         | 1995                                         |                                              | 777                                          | 134                                          |
| 2000                                         | 2000                                         |                                              | 738                                          | 134                                          |
| 2005                                         | 2005                                         |                                              | 710                                          | 134                                          |
| 2010                                         | 2010                                         |                                              | 677                                          | 134                                          |
| 2015                                         | 2015                                         |                                              | 716                                          | 138                                          |
| 2020                                         | 2020                                         |                                              | 716                                          | 140                                          |
|                                              |                                              |                                              |                                              |                                              |

## Samhället
I Fliseryd finns Fliseryds kyrka och en skola för åldrarna förskolan upp till klass sex. Även förskola och äldrevård på Ekåsa och en brandstation med deltidsbrandmän.
I Fliseryd finns det även en Ica nära-butik, ett innebandylag och ett fotbollslag som spelar i division 6. Det finns också en pizzeria.
Genom samhället rinner Emån.

## Jungnerholmarna
Norr om Fliseryd ligger Jungnerholmarna. Området är namngivet efter Waldemar Jungner som uppfann det alkaliska batteriet. 1910 byggdes där en batterifabrik, på 1990-talet sanerades marken och är nu ett friluftsområde.
I Emån vid Jungnerholmarna ligger ett vattenkraftverk, som producerar 800 MWh per år.